# LLRP
LLRP è l'acronimo di Low Level Reader Protocol, definito dalla EPCGlobal nell'aprile del 2007, ed è considerato il protocollo di riferimento standard per interagire con i lettori RFID.

## Funzionamento
Il protocollo LLRP viene utilizzato da un sistema per accedere alle informazioni contenute in un lettore RFID. In LLRP il lettore RFID viene chiamato "Reader" mentre il sistema che lo interroga viene chiamato "Client". Da notare che LLRP non usa il classico schema client-server tipico delle applicazioni distribuite in rete ma definisce che sia il Reader che il Client possono essere sia client che server (ovviamente il Reader è sempre un server mentre il Client è sempre un client), questo perché un lettore RFID può decidere di connettersi con il Client.
Tramite un messaggio LLRP il Client richiede la configurazione del Reader e quindi lo istruisce affinché questo esegua delle operazioni. Le operazioni che si possono fare su di un Reader sono essenzialmente operazioni di "Inventario" e di accesso in lettura/scrittura alla memoria dei vari "tag" che il lettore RFID rileva di volta in volta.
La particolarità di LLRP è che questo permette ad un Client di connettersi con più Reader ma un Reader può accettare la connessione di un solo Client alla volta.

## Implementazioni
- Esiste un toolkit di sviluppo per vari linguaggi (tra cui C/C++ e Java).
- LLRPyC è una implementazione open-source del protocollo lato client scritta in python.